# Cerkev sv. Lenarta, Pungert
Cerkev svetega Lenarta je podružnična cerkev župnije Šentvid pri Stični, ki stoji severno nad naseljem Pungert.

## Opis
Kraj se prvič omenja ok. leta 1400 v stiških urbarjih, cerkev pa leta 1581 v Bizancijevem popisu cerkva na Kranjskem. Večje prezidave je cerkev doživela v 18. stoletju, dokončno podobo pa je dobila pri obnovah cerkve po potresu v drugi polovici 20. stoletja. Glavni oltar je posvečen sv. Lenartu, katerega kip stoji v oltarni niši, na eni strani pa stoji kip sv. Antona Padovanskega in na drugi strani kip sv. Janeza Nepomuka.